# SkyAlps
SkyAlps es una aerolínea italiana que opera vuelos en el aeropuerto de Bolzano, en la provincia autónoma de Bolzano. La flota de la aerolínea consta de catorce aviones De Havilland Canada Dash 8-400. La aerolínea es una subsidiaria de Fri-El Green Power, una empresa italiana centrada en las energías renovables.

## Historia
La aerolínea fue fundada por el empresario de Bolzano Josef Gostner, que formaba parte de ABD Holdings, una empresa que compró el aeropuerto de Bolzano al gobierno de Tirol del Sur en 2019. La aerolínea originalmente tenía la intención de comenzar a operar en mayo de 2020 con un vuelo diario entre Bolzano y Roma-Fiumicino, junto con más conexiones a Viena y Múnich posteriormente y vuelos chárter al sur de Italia durante la temporada de verano. Gostner también tenía planes de alargar la pista del aeropuerto de Bolzano en 260 metros (hasta alcanzar los 1535 metros) para permitir que aviones más grandes operaran en el aeropuerto. Sin embargo, retrasó el inicio de las operaciones hasta junio de 2021 debido al impacto de los cierres de fronteras asociados con el COVID-19.
La aerolínea operó sus primeros vuelos el 17 de junio de 2021 a Olbia e Ibiza. Comenzó a realizar vuelos dos veces por semana entre Bolzano y el aeropuerto de Berlín-Brandeburgo el 30 de junio. Suspendió temporalmente sus operaciones a finales de 2021, mientras que el aeropuerto de Bolzano amplió su pista de 1.293 a 1.462 metros para permitir el manejo de aeronaves más grandes. Reanudó sus operaciones el 15 de diciembre.

## Destinos
A partir de diciembre de 2022, SkyAlps opera desde el aeropuerto de Bolzano a Berlín, Düsseldorf, Hamburgo y varios destinos de temporada. Opera principalmente vuelos de ocio con un enfoque en los turistas que viajan a las estaciones de esquí en el Tirol del Sur. Es la primera aerolínea en operar servicios programados desde el aeropuerto de Bolzano después de que Darwin Airline suspendiera sus vuelos entre Bolzano y el aeropuerto de Roma-Fiumicino en 2015, aunque Austrian Airlines ha operado vuelos chárter desde Bolzano desde entonces. Los vuelos son operados por Luxwing, una aerolínea chárter maltesa.
SkyAlps y la ciudad de Mostar en Bosnia y Herzegovina han firmado un acuerdo que verá a la aerolínea regional italiana basar uno de sus aviones turbohélice Dash 8-400 en el aeropuerto de Mostar a partir de abril de 2025 y lanzar varias rutas nuevas. SkyAlps operará vuelos desde Mostar a: Bari, Catania, Nápoles, Palermo y Roma en Italia, Múnich y Stuttgart en Alemania, y Viena en Austria.
A partir de noviembre de 2024, SkyAlps ofrece vuelos a los siguientes destinos, según se detalla en su sitio web:
| Países               | Destinos       | Aeropuertos                                   | Notas         |
| -------------------- | -------------- | --------------------------------------------- | ------------- |
| Alemania             | Berlín         | Aeropuerto de Berlín-Brandeburgo Willy Brandt |               |
| Alemania             | Düsseldorf     | Aeropuerto Internacional de Düsseldorf        |               |
| Alemania             | Hamburgo       | Aeropuerto de Hamburgo                        |               |
| Alemania             | Hannover       | Aeropuerto de Hannover                        | Estacional    |
| Alemania             | Kassel         | Aeropuerto de Kassel                          | Estacional    |
| Alemania             | Múnich         | Aeropuerto Internacional de Múnich            |               |
| Austria              | Klagenfurt     | Aeropuerto de Klagenfurt                      | Estacional    |
| Austria              | Linz           | Aeropuerto de Linz                            |               |
| Bélgica              | Amberes        | Aeropuerto de Amberes-Deurne                  | Estacional    |
| Bosnia y Herzegovina | Mostar         | Aeropuerto de Mostar                          |               |
| Croacia              | Brač           | Aeropuerto de Brač                            | Estacional    |
| Croacia              | Dubrovnik      | Aeropuerto de Dubrovnik                       | Estacional    |
| Dinamarca            | Billund        | Aeropuerto de Billund                         | Estacional    |
| Dinamarca            | Copenhague     | Aeropuerto de Copenhague-Kastrup              | Estacional    |
| España               | Ibiza          | Aeropuerto de Ibiza                           | Estacional    |
| España               | Menorca        | Aeropuerto de Menorca                         | Estacional    |
| Grecia               | Cefalonia      | Aeropuerto Internacional de Cefalonia         | Estacional    |
| Italia               | Ancona         | Aeropuerto de Ancona-Falconara                |               |
| Italia               | Bolzano        | Aeropuerto de Bolzano                         | Hub principal |
| Italia               | Bríndisi       | Aeropuerto de Bríndisi                        | Estacional    |
| Italia               | Cagliari       | Aeropuerto de Cagliari-Elmas                  | Estacional    |
| Italia               | Catania        | Aeropuerto de Catania-Fontanarossa            | Estacional    |
| Italia               | Crotona        | Aeropuerto de Crotona                         |               |
| Italia               | Cúneo          | Aeropuerto de Cúneo                           |               |
| Italia               | Lamerzia Terme | Aeropuerto de Lamezia Terme                   | Estacional    |
| Italia               | Nápoles        | Aeropuerto de Nápoles-Capodichino             | Estacional    |
| Italia               | Olbia          | Aeropuerto de Olbia-Costa Smeralda            | Estacional    |
| Italia               | Roma           | Aeropuerto de Roma-Fiumicino                  |               |
| Italia               | Verona         | Aeropuerto de Verona-Villafranca              |               |
| Reino Unido          | Londres        | Aeropuerto de Londres-Gatwick                 |               |
| Suecia               | Gotemburgo     | Aeropuerto de Gotemburgo-Landvetter           |               |
| Suiza                | Berna          | Aeropuerto de Berna                           | Estacional    |

## Flota
En la actualidad, la flota de SkyAlps está formada por las siguientes aeronaves:
| Aeronaves                      | En servicio | Pedidos | Pasajeros (clase única)                         | Matrículas                                      | Antigüedad                                      |
| ------------------------------ | ----------- | ------- | ----------------------------------------------- | ----------------------------------------------- | ----------------------------------------------- |
| De Havilland Canada Dash 8-400 | 14          | —       | 76                                              | 9H-PET                                          | 20,6 años                                       |
| De Havilland Canada Dash 8-400 | 14          | —       | 78                                              | 9H-MATI                                         | 18,8 años                                       |
| De Havilland Canada Dash 8-400 | 14          | —       | 76                                              | 9H-AKE                                          | 17 años                                         |
| De Havilland Canada Dash 8-400 | 14          | —       | 76                                              | 9H-AKB                                          | 16,9 años                                       |
| De Havilland Canada Dash 8-400 | 14          | —       | 78                                              | 9H-BEL                                          | 16,9 años                                       |
| De Havilland Canada Dash 8-400 | 14          | —       | 76                                              | OE-IMP                                          | 16,8 años                                       |
| De Havilland Canada Dash 8-400 | 14          | —       | 78                                              | 9H-SOP                                          | 16,7 años                                       |
| De Havilland Canada Dash 8-400 | 14          | —       | 76                                              | OE-IMQ                                          | 16,6 años                                       |
| De Havilland Canada Dash 8-400 | 14          | —       | 78                                              | 9H-EVA                                          | 16,6 años                                       |
| De Havilland Canada Dash 8-400 | 14          | —       | 78                                              | 9H-MAYA                                         | 16,5 años                                       |
| De Havilland Canada Dash 8-400 | 14          | —       | 76                                              | OE-IMR                                          | 16,5 años                                       |
| De Havilland Canada Dash 8-400 | 14          | —       | 76                                              | OE-IMT                                          | 16,5 años                                       |
| De Havilland Canada Dash 8-400 | 14          | —       | 78                                              | 9H-PAUL                                         | 16,4 años                                       |
| De Havilland Canada Dash 8-400 | 14          | —       | 76                                              | 9H-ALE                                          | 15,1 años                                       |
| Total                          | 14          | —       | Edad media de la flota (enero de 2025): 17 años | Edad media de la flota (enero de 2025): 17 años | Edad media de la flota (enero de 2025): 17 años |

### Flota histórica
| Aeronaves | Total | Introducido | Retirado | Matrículas                  |
| --------- | ----- | ----------- | -------- | --------------------------- |
| ATR 42    | 1     | 2024        | 2024     | ES-NTA (arrendado a NyxAir) |